# German Bowl XXVII
Der German Bowl XXVII war das Endspiel der German Football League 2005. Er fand am 8. Oktober 2005 in der AWD Arena in Hannover statt. Zum sechsten Mal in den letzten acht German Bowls standen sich die Hamburg Blue Devils und die Braunschweig Lions gegenüber. Nach zuletzt fünf Finalniederlagen in Folge gingen die Lions als Sieger vom Platz und sicherten sich ihre vierte deutsche Meisterschaft. Der Braunschweiger Wide Receiver Marcel Duft, der in der ersten Halbzeit drei Touchdowns fing, wurde zum wertvollsten Spieler des Spiels ernannt.

## Spielverlauf
Die Hamburger gewannen den Münzwurf und starteten mit ihrer Angriffsreihe. Noch in der eigenen Hälfte mussten sie jedoch den Ballbesitz mit einem Punt abgeben. Die Offensive der Lions kam besser ins Spiel und startete mit zwei Pässen, die je ein neues First Down einbrachten. Am Ende der Serie bediente Quarterback Adrian Rainbow seinen Passempfänger Marcel Duft in der Endzone für elf Yards. Das zweite Viertel bot dann ein richtiges Punktefeuerwerk. Zunächst konnte Toni Meinhardt für die Blue Devils ausgleichen, ehe wieder die Kombination Rainbow auf Duft für das 14:7 sorgte. Auch diese Führung egalisierten die Hansestädter durch einen Pass-Touchdown. Dieses Mal war es Maximilian von Garnier der von Quarterback Dough Baughman bedient wurde. Nur gut eine Minute benötigten dann die Lions für ihren Drive, ehe Rainbow zum dritten Mal Duft in der Endzone fand. Die Hamburger starteten mit 59 verbleibenden Sekunden ihre letzte Angriffsserie vor der Halbzeit. Vier Mal in Folge kam dabei ein Pass auf Meinhardt an. Der letzte davon brachte 24 Yards ein und endete nur ein Yard vor der Endzone. Den folgenden Quarterback-Sneak konnte die Lions stoppen und so ihre 21:14-Führung in die Pause retten.
Nach der Pause bauten die Lions ihre Führung durch ein Field Goal aus. Nach kurzen Drives, die beide mit einem Punt endeten, waren es dann die Blue Devils, die einen Touchdown erzielten – auch der sechste Touchdown des Spiels ging durch die Luft – und so auf drei Punkte verkürzten. Nach einem erneuten Punt der Lions erhielten die Blue Devils den Ball zurück und hatten die Chance, im vierten Viertel erstmals in Führung zu gehen. Jedoch kam in dieser Angriffsserie kein einziger Pass an und so mussten sich die Hamburger nach einem Sack ebenfalls per Punt vom Ball trennen. In der Folge setzten die Braunschweiger fast ausschließlich auf Laufspielzüge über Gerasimov. Dieser überbrückte in insgesamt sieben Versuchen 84 Yards und sorgte so im Alleingang für den ersten Lauf-Touchdown des Spiels. Der anschließende Drive der Hamburger wurde von den Lions wiederum durch eine Sack an Quarterback Baughman gestoppt. In aussichtsreicher Entfernung entschieden sich die Blue Devils für einen Field-Goal-Versuch, der jedoch misslang. Die Hamburger kamen danach noch einmal an den Ball und konnten dieses Mal durch einen Lauf von Baughman auf 28:31 verkürzen. Danach waren jedoch nur noch 25 Sekunden Spielzeit übrig. Der Onside-Kick der Hamburger misslang und die Lions mussten nur noch abknien.

## Statistik
|                                     |                                    |  | German Bowl XXVII  |                           |                     |  |                                                |
|                                     | Hannover 8. Oktober 2005 19:00 Uhr |  | Braunschweig Lions | \| \| 31 : 28 \| \| \| \| | Hamburg Blue Devils |  | AWD Arena Zuschauer: 19.512 Referee: H. Rieske |
| (7:0, 14:14, 3:7, 7:7) Spielbericht | Hannover 8. Oktober 2005 19:00 Uhr |  | Braunschweig Lions |                           | Hamburg Blue Devils |  | AWD Arena Zuschauer: 19.512 Referee: H. Rieske |
|                                     | 31 : 28                            |  |                    |                           |                     |  |                                                |
|                                     |                                    |  |                    |                           |                     |  |                                                |

### Scoring Spielzüge
| Team                | Team                | Punkte                 | Q1                                            | Q2                                            | Q3                                            | Q4                                            |
| Braunschweig Lions  | Braunschweig Lions  | 31                     | 7                                             | 14                                            | 3                                             | 7                                             |
| Hamburg Blue Devils | Hamburg Blue Devils | 28                     | 0                                             | 14                                            | 7                                             | 7                                             |
| Braunschweig        | Hamburg             | Spieler                | Spielzug                                      | Spielzug                                      | Spielzug                                      | Spielzug                                      |
| 7                   | 0                   | Marcel Duft            | 11-Yard-Pass von Adrian Rainbow (PAT Rothaar) | 11-Yard-Pass von Adrian Rainbow (PAT Rothaar) | 11-Yard-Pass von Adrian Rainbow (PAT Rothaar) | 11-Yard-Pass von Adrian Rainbow (PAT Rothaar) |
| 7                   | 7                   | Toni Meinhardt         | 5-Yard-Pass von Dough Baughman (PAT Madsen)   | 5-Yard-Pass von Dough Baughman (PAT Madsen)   | 5-Yard-Pass von Dough Baughman (PAT Madsen)   | 5-Yard-Pass von Dough Baughman (PAT Madsen)   |
| 14                  | 7                   | M. Duft                | 23-Yard-Pass von A. Rainbow (PAT Dölger)      | 23-Yard-Pass von A. Rainbow (PAT Dölger)      | 23-Yard-Pass von A. Rainbow (PAT Dölger)      | 23-Yard-Pass von A. Rainbow (PAT Dölger)      |
| 14                  | 14                  | Maximilian von Garnier | 4-Yard-Pass von D. Baughman (PAT Madsen)      | 4-Yard-Pass von D. Baughman (PAT Madsen)      | 4-Yard-Pass von D. Baughman (PAT Madsen)      | 4-Yard-Pass von D. Baughman (PAT Madsen)      |
| 21                  | 14                  | M. Duft                | 40-Yard-Pass von A. Rainbow (PAT Rothaar)     | 40-Yard-Pass von A. Rainbow (PAT Rothaar)     | 40-Yard-Pass von A. Rainbow (PAT Rothaar)     | 40-Yard-Pass von A. Rainbow (PAT Rothaar)     |
| 24                  | 14                  | Marko Rothaar          | 23-Yard-Field-Goal                            | 23-Yard-Field-Goal                            | 23-Yard-Field-Goal                            | 23-Yard-Field-Goal                            |
| 24                  | 21                  | David DeArmas          | 3-Yard-Pass von D. Baughman (PAT Madsen)      | 3-Yard-Pass von D. Baughman (PAT Madsen)      | 3-Yard-Pass von D. Baughman (PAT Madsen)      | 3-Yard-Pass von D. Baughman (PAT Madsen)      |
| 31                  | 21                  | Sascha Gerasimov       | 10-Yard-Lauf (PAT Rothaar)                    | 10-Yard-Lauf (PAT Rothaar)                    | 10-Yard-Lauf (PAT Rothaar)                    | 10-Yard-Lauf (PAT Rothaar)                    |
| 31                  | 28                  | D. Baughman            | 1-Yard-Lauf (PAT Madsen)                      | 1-Yard-Lauf (PAT Madsen)                      | 1-Yard-Lauf (PAT Madsen)                      | 1-Yard-Lauf (PAT Madsen)                      |